# Selección de fútbol sub-17 de las Seychelles
La Selección de fútbol sub-17 de Seychelles es el equipo que representa al país en el Mundial Sub-17 y en el Campeonato Africano Sub-17; y es controlado por la Federación de Fútbol de Seychelles.

## Participaciones

### Mundial Sub-17
| Año                         | Fase            | Posición        | PJ              | PG              | PE              | PP              | GF              | GC              |
| --------------------------- | --------------- | --------------- | --------------- | --------------- | --------------- | --------------- | --------------- | --------------- |
| China 1985                  | No se clasificó | No se clasificó | No se clasificó | No se clasificó | No se clasificó | No se clasificó | No se clasificó | No se clasificó |
| Canadá 1987                 | No se clasificó | No se clasificó | No se clasificó | No se clasificó | No se clasificó | No se clasificó | No se clasificó | No se clasificó |
| Escocia 1989                | No se clasificó | No se clasificó | No se clasificó | No se clasificó | No se clasificó | No se clasificó | No se clasificó | No se clasificó |
| Italia 1991                 | No se clasificó | No se clasificó | No se clasificó | No se clasificó | No se clasificó | No se clasificó | No se clasificó | No se clasificó |
| Japón 1993                  | No se clasificó | No se clasificó | No se clasificó | No se clasificó | No se clasificó | No se clasificó | No se clasificó | No se clasificó |
| Ecuador 1995                | No se clasificó | No se clasificó | No se clasificó | No se clasificó | No se clasificó | No se clasificó | No se clasificó | No se clasificó |
| Egipto 1997                 | No se clasificó | No se clasificó | No se clasificó | No se clasificó | No se clasificó | No se clasificó | No se clasificó | No se clasificó |
| Nueva Zelanda 1999          | No se clasificó | No se clasificó | No se clasificó | No se clasificó | No se clasificó | No se clasificó | No se clasificó | No se clasificó |
| Trinidad y Tobago 2001      | No se clasificó | No se clasificó | No se clasificó | No se clasificó | No se clasificó | No se clasificó | No se clasificó | No se clasificó |
| Finlandia 2003              | No se clasificó | No se clasificó | No se clasificó | No se clasificó | No se clasificó | No se clasificó | No se clasificó | No se clasificó |
| Perú 2005                   | No se clasificó | No se clasificó | No se clasificó | No se clasificó | No se clasificó | No se clasificó | No se clasificó | No se clasificó |
| Corea del Sur 2007          | No se clasificó | No se clasificó | No se clasificó | No se clasificó | No se clasificó | No se clasificó | No se clasificó | No se clasificó |
| Nigeria 2009                | No se clasificó | No se clasificó | No se clasificó | No se clasificó | No se clasificó | No se clasificó | No se clasificó | No se clasificó |
| México 2011                 | No se clasificó | No se clasificó | No se clasificó | No se clasificó | No se clasificó | No se clasificó | No se clasificó | No se clasificó |
| Emiratos Árabes Unidos 2013 | No se clasificó | No se clasificó | No se clasificó | No se clasificó | No se clasificó | No se clasificó | No se clasificó | No se clasificó |
| Chile 2015                  | No se clasificó | No se clasificó | No se clasificó | No se clasificó | No se clasificó | No se clasificó | No se clasificó | No se clasificó |
| India 2017                  | No se clasificó | No se clasificó | No se clasificó | No se clasificó | No se clasificó | No se clasificó | No se clasificó | No se clasificó |
| Brasil 2019                 | No se clasificó | No se clasificó | No se clasificó | No se clasificó | No se clasificó | No se clasificó | No se clasificó | No se clasificó |
| Indonesia 2023              | No se clasificó | No se clasificó | No se clasificó | No se clasificó | No se clasificó | No se clasificó | No se clasificó | No se clasificó |
| Total                       | 0/19            | 0º              | 0               | 0               | 0               | 0               | 0               | 0               |

### Campeonato Africano Sub-17
| Copa Africana de Naciones Sub-17 | Copa Africana de Naciones Sub-17 | Copa Africana de Naciones Sub-17 | Copa Africana de Naciones Sub-17 | Copa Africana de Naciones Sub-17 | Copa Africana de Naciones Sub-17 | Copa Africana de Naciones Sub-17 | Copa Africana de Naciones Sub-17 |
| Año                              | Ronda                            | J                                | G                                | E                                | P                                | GF                               | GC                               |
| -------------------------------- | -------------------------------- | -------------------------------- | -------------------------------- | -------------------------------- | -------------------------------- | -------------------------------- | -------------------------------- |
| 1995                             | No participó                     | No participó                     | No participó                     | No participó                     | No participó                     | No participó                     | No participó                     |
| 1997                             | No participó                     | No participó                     | No participó                     | No participó                     | No participó                     | No participó                     | No participó                     |
| 1999                             | No participó                     | No participó                     | No participó                     | No participó                     | No participó                     | No participó                     | No participó                     |
| 2001                             | Fase de grupos                   | 3                                | 0                                | 0                                | 3                                | 1                                | 17                               |
| 2003                             | No participó                     | No participó                     | No participó                     | No participó                     | No participó                     | No participó                     | No participó                     |
| 2005                             | No participó                     | No participó                     | No participó                     | No participó                     | No participó                     | No participó                     | No participó                     |
| 2007                             | No participó                     | No participó                     | No participó                     | No participó                     | No participó                     | No participó                     | No participó                     |
| 2009                             | No clasificó                     | No clasificó                     | No clasificó                     | No clasificó                     | No clasificó                     | No clasificó                     | No clasificó                     |
| 2011                             | No participó                     | No participó                     | No participó                     | No participó                     | No participó                     | No participó                     | No participó                     |
| 2013                             | No participó                     | No participó                     | No participó                     | No participó                     | No participó                     | No participó                     | No participó                     |
| 2015                             | No clasificó                     | No clasificó                     | No clasificó                     | No clasificó                     | No clasificó                     | No clasificó                     | No clasificó                     |
| 2017                             | No clasificó                     | No clasificó                     | No clasificó                     | No clasificó                     | No clasificó                     | No clasificó                     | No clasificó                     |
| 2019                             | No clasificó                     | No clasificó                     | No clasificó                     | No clasificó                     | No clasificó                     | No clasificó                     | No clasificó                     |
| 2023                             | No clasificó                     | No clasificó                     | No clasificó                     | No clasificó                     | No clasificó                     | No clasificó                     | No clasificó                     |
| Total                            | 1/14                             | 3                                | 0                                | 0                                | 3                                | 1                                | 7                                |